# Gallodactylidae
De Gallodactylidae zijn een groep (familie) pterosauriërs behorend tot de Pterodactyloidea.
In 1974 benoemde de Franse paleontoloog Jacques Fabre de nieuwe soort Gallodactylus canjuersensis. Pterodactylus suevicus zag hij als een Gallodactylus suevicus. In 1981 benoemde Fabre een onderfamilie: de Gallodactylinae, welke term echter weinig gebruikt werd. In 1991 benoemde Peter Wellnhofer een familie Gallodactylidae; onder artikel 36.1 ICZN geldt echter de eerdere naamgever van een onderfamilienaam meteen als auteur van de familienaam. In 1996 stelde Christopher Bennett aan dat Gallodactylus suevicus al eerder geldig beschreven was als Cycnorhamphus en hij plaatste beide soorten in dit geslacht. Sindsdien is het echter gebruikelijk geworden beide vormen een eigen geslacht toe te kennen om daarmee een handig naamsonderscheid te bewaren tussen Gallodactylus en Cycnorhamphus.
In 2003 gaf Alexander Kellner een exacte definitie van de Gallodactylidae als klade, monofyletische afstammingsgroep: de groep bestaande uit de laatste gemeenschappelijke voorouder van Gallodactylus en Cycnorhamphus en al zijn afstammelingen. Als synapomorfieën, gedeelde nieuwe eigenschappen, gaf hij deze drie: de processus nasales (uitsteeksels van de neusbeenderen in de samenvloeiing van de neusholten en de fenestrae antorbitales) zijn zijdelings geplaatst en gereduceerd in grootte; er is een schedelkam op de wandbeenderen aanwezig die middenin ineengedrukt is, naar achteren uitloopt en aan de achterkant afgerond is; de tanden zijn beperkt tot het voorste deel van de kaken.
Volgens Kellner zijn de Gallodactylidae de zustergroep van de Ctenochasmatidae binnen de Archaeopterodactyloidea. Volgens de Britse paleontoloog David Unwin echter hebben de twee bekende soorten van de groep een meer basale positie binnen de Ctenochasmatoidea, welke analyse bevestigd werd door een onderzoek van Brian Andres in 2008 die de Gallodactylidae als de zustergroep van Feilongus vond. Feilongus werd in 2005 voorlopig bij de Gallodactylidae ondergebracht, hoewel dat volgens Kellners definitie van 2003 incorrect zou zijn.
De twee soorten zijn vrij kleine vormen uit het Laat-Jura (Tithonien), die zich, gezien hun extreem lange snuit met aan het uiteinde vele dunne langwerpige tanden, wellicht gespecialiseerd hadden in het eten van ongewervelden diep in de modder.